# Liste des évêques d'Aného
 (mars 2024).
Cet article dresse la liste des évêques du Diocèse d'Aného (en latin: Dioecesis Anehensis).
L'évêché togolais d'Aného est créé le 1er juillet 1994, par détachement de l'archevêché de Lomé.

## Sont évêques
- 1er juillet 1994 - 4 août 1995 : Mgr Victor Dovi Hounnaké
- 4 août 1995 - 23 février 1996 : siège vacant
- 23 février 1996 - 13 septembre 2005 : Mgr Paul Jean Marie Dossavi
- 13 septembre 2005 - 3 décembre 2007 : siège vacant
- depuis le 3 décembre 2007 : Mgr Isaac Jogues Agbémenya Kodjo Gaglo (de)

## Sources
- (en) Fiche du diocèse sur le site catholic-hierarchy.org